# Wolfforth
Wolfforth is een plaats (city) in de Amerikaanse staat Texas, en valt bestuurlijk gezien onder Lubbock County.

## Demografie
Bij de volkstelling in 2000 werd het aantal inwoners vastgesteld op 2554.
In 2006 is het aantal inwoners door het United States Census Bureau geschat op 3180, een stijging van 626 (24,5%).

## Geografie
Volgens het United States Census Bureau beslaat de plaats een oppervlakte van
3,9 km², geheel bestaande uit land. Wolfforth ligt op ongeveer 1011 m boven zeeniveau.

## Plaatsen in de nabije omgeving
De onderstaande figuur toont nabijgelegen plaatsen in een straal van 24 km rond Wolfforth.